# منطقه آزاد تجاری-صنعتی مازندران
منطقه آزاد تجاری-صنعتی مازندران یکی از «مناطق آزاد هشت‌گانه» ایران در استان مازندران است که در راستای اهداف اقتصادی این کشور، در سال ۱۳۹۹ خورشیدی با طرح متصل سه‌گانه بنادر امیرآباد، فریدون‌کنار و نوشهر تأسیس شد. این منطقه آزاد در ۱۰ شهریور ماه سال ۱۳۹۸ در هیئت دولت تأیید و در ۱۶ اردیبهشت ماه سال ۱۳۹۹ با تأیید لایحه دولت با ۱۳۲ رای موافق و ۲۰ رای مخالف توسط مجلس شورای اسلامی به تصویب شد. همچنین سازمان منطقه آزاد تجاری-صنعتی مازندران در سال ۱۴۰۳ تشکیل شده و در اردیبهشت ماه ۱۴۰۴ رسما آغاز به کار کرد.

## موقعیت و شرایط مازندران
مازندران با مساحت ۲۴ هزار کیلومتری و با در اختیار داشتن حدود ۴۰۰ کیلومتر ساحل دریای مازندران، بیشترین خط ساحلی ارتباط‌گیری را با کشورهای حاشیه این دریا از طریق سه بندر را در اختیار دارد. این استان همچنین از طریق خط ریلی، امکان ارتباط‌گیری با اروپا را هم داراست. ۹۰۰ هزار هکتار از مساحت استان، زیر کشت برنج، پنبه، گندم، جو، دانه‌های روغنی، مرکبات و چای قرار دارد. حدود نیمی از محصول مرکبات و محصولات لبنی ایران از مازندران تأمین می‌شود. سیب، آلوی قطره‌طلا و گلابی از سایر میوه‌های استان هستند. تولید ۷۲ نوع محصول کشاورزی به میزان تولید بیش از هفت میلیون تن در سال و داشتن رتبه اول تا سوم در تولید دستکم ۱۵ نوع محصول کشاورزی مزیت و قابلیت دیگری است که مازندران را به پرظرفیت‌ترین نقطه کشور ایران در ایجاد منطقه آزاد تبدیل کرده است. مازندران با نرخ سواد حدود ۹۰ درصد، باسوادترین استان ایران است و بیشترین ساحل را با ۳۳۸ کیلومتر در بخش جنوبی دریای مازندران در اختیار دارد. دو سوم جنگل‌های هیرکانی با طبیعتی منحصر به فرد متعلق به مازندران است و دارای ۵۵۰ کیلومتر نوار کوهستانی است. قله دماوند بلندترین آتشفشان آسیا و خاورمیانه نیز در استان مازندران قراردارد. همچنین مازندران به عنوان یک منطقه دارای قابلیت طبیعی و تاریخی بیشترین جذب گردشگر در ایران را به خود اختصاص داده و از لحاظ صنعتی رتبه بالایی در بخش صنعت‌های دانش بنیان و اصلی دارد. مازندران از اصلی‌ترین مراکز یکجانشینی و از قدیمی‌ترین مناطق تاریخچه کهن ایران است و در دوره‌های مهم تاریخی و آثاری مانند شاهنامه بارها از آن یاد شده است. استان مازندران در سال ۱۳۴۲ شمسی و در بین ۱۲ استان کشور با ۸۸۳ واحد صنعتی و صنفی، ۱۶ هزار و ۵۰۴ نفر کارگر و حجم سرمایه‌گذاری ۴ میلیون و ۶۳۱ هزار و ۱۸۹ ریالی، پس از تهران پایتخت صنعتی‌ترین استان کشور بود. امتیاز حمل و نقل دریایی با کشورهای همسایه از طریق منطقه ویژه اقتصادی بنادر امیرآباد، فریدون‌کنار و بندر نوشهر و اسکله و سکوی نفتی نکا در شرق مازندران، اتصال آن به راه‌آهن سراسری ایران، وجود فرودگاه‌های بین‌المللی ساری، نوشهر و رامسر، برخورداری از سه جاده شوسه ارتباطی با استان مجاور، و اقدام به سرمایه‌گذاری در طرح در دست ساخت آزادراه تهران–شمال با امکان دسترسی سریع با فاصله کوتاه ۱۲۱ کیلومتر ارتباط تهران ـ مازندران، عبور خطوط بین‌المللی فیبر نوری، شبکه ارتباطی در مسیر کریدور بین‌المللی شمال ـ جنوب از هلسینکی (فنلاند)، به بندر لاوان (روسیه) تا ساحل دریای مازندران فراهم آورده است و همچنین دو جاده بین‌المللی هراز و سوادکوه در این استان است. زغال‌سنگ، سرب، سنگ‌آهک، سنگ مرمریت، نمک‌آبی، پوکه معدنی فلورین، بوکسیت و سیلیس از ذخایر معدنی استان هستد. مازندران دارای دسترسی مناسب به پایانه‌های ورودی و خروجی کالا از کشورهای آسیای میانه، روسیه و قفقاز به سبب برخورداری از مزایای قانونی مرز مجاز گمرکی و وجود امکانات، تأسیسات و تجهیزات مناسب تخلیه، بارگیری و نگهداری کالاهای صادراتی، وارداتی و ترانزیتی است. مازندران همچنین دارای پایانه صادرات محصولات کشاورزی و صنعتی و دارای بخش‌های متعدد توریستی رفاهی در ایران است. در استان مازندران پرورش دام و انواع طیور هم به شکل سنتی و به هم به صورت صنعتی رواج دارد. مجاورت استان مازندران با دریای مازندران و جریان رودخانه‌های متعدد در آن، زمینه مساعدی را برای پرورش، تکثیر و صید انواع ماهی و توسعه شیلات فراهم آورد است، به‌خصوص که در سال‌های اخیر مزارع پرورش ماهی فراوانی در استان مازندران تأسیس شده است. رتبه اول تولید و صادرات ماهیان خاویاری پرورشی و خاویار پرورشی نیز متعلق به مازندران است. کاله بزرگ‌ترین کارخانه تولید لبنیات ایران و غرب آسیا، کارخانجات نساجی مازندران از بزرگ‌ترین شرکت‌های نساجی خاورمیانه، شرکت صنعتی دریایی ایران بزرگ‌ترین پیمانکاران طرح‌های فراساحلی نفت و گاز ایران، صنایع چوب و کاغذ مازندران بزرگ‌ترین تولیدکننده کاغذ خاورمیانه و شرکت صنعتی و تولیدی دیزل سنگین ایران برترین کارخانه تولید موتور از جمله شرککت‌های مطرحی هستند که در مازندران قرار دارند. در استان مازندران ۱۴ معدن فلورین وجود دارد و از نظر ذخایر فلورین دومین استان کشور هستیم و بیش از دو میلیون تن ذخیره فلورین در استان وجود دارد. بنادر و دریانوردی و منطقه ویژه اقتصادی امیرآباد بعنوان بندر استراتژیک در مسیر کریدور شمال-جنوب، اولین بندر نسل سوم و تنها بندر متصل به شبکه ریلی سراسری شمال کشور در شرق استان مازندران و فاصله ۵۱ کیلومتری مرکز استان با مختصات جغرافیایی ۲۲/۵۳ شرقی و ۴۱/۳۶ شمالی قرار دارد. این بندر با دارا بودن ویژگی‌های منحصر بفرد نظیر اراضی وسیع پشتیبانی به مساخت ۲۱۲۰ هکتار، همجواری با پایانه نفتی شمال، کشتی سازی صدرا، فرودگاه بین‌المللی و برخورداری از زیرساخت حمل و نقل مدرن چند وجهی، اسکله رو رو ریلی رو توانسته است اثر بسزایی در اقتصاد ملی و ارتقاء ترانزیتی و صادرات منطقه داشته و با کاهش قیمت تمام شده کالا زمینه سرمایه‌گذاری در حوزه‌های صنایع تبدیلی، فراوری مواد نفتی، صنایع فولاد فراهم نماید. مازندران سالانه پذیرای ۲۰ میلیون توریست داخلی و خارجی است. تنها در بخش کشت برنج، مازندران به تنهایی ۳۸ درصد شالیزارهای کشور را در خود دارد و سالانه یک میلیون و ۸۰ هزار تن شلتوک و ۴۴ درصد برنج کشور را تولید می‌کند. مازندران در بخش محصولات باغی نیز جایگاه ممتازی دارد. سطح زیر کشت مرکبات استان ۱۱۲ هزار هکتار است که بیش از ۴۱ درصد از سطح زیر کشت مرکبات کشور را شامل می‌شود. از باغ‌های این استان سالانه یک میلیون و ۹۱۴ هزار تن محصول برداشت می‌شود که برابر با ۴۵ درصد میزان تولید کشور است. مازندران دارای ۵ گمرک فعال و مهم در شهرهای ساری، نوشهر، بهشهر (امیرآباد)، فریدونکنار و آمل و همچنین دارای بیش از ۳۹ شهرک و ناحیه صنعتی فعال است.

## مناطق
پوشش مناطق بر اساس اولویت سه ناحیه:
- شرق استان (تجاری - صنعتی- گردشگری)
- مرکز استان (تجاری - فناوری - گردشگری)
- غرب استان (تجاری - گردشگری - سلامت)

## بنادر
منطقه آزاد تجاری-صنعتی مازندران شامل سه محدوده منفصل امیرآباد (۱۰۶۰ هکتار)، چپکرود ـ می‌رود (۴۶۱ هکتار) و بندر نوشهر (۸۵ هکتار) است. 

## تایید و نظر شورای نگهبان
طرح منطقه آزاد تجاری سه لکه‌ای یا سه نقطه‌ای مازندران که پس از پیشنهاد به شورای عالی مناطق آزاد و هیئت دولت و تصویب مجلس و تأیید شورای نگهبان، مهر ۱۴۰۲ از سوی رئیس‌جمهور به وزارت امور اقتصادی و دارایی ابلاغ شد مجموعاً یک‌هزار و ۶۰۵ هکتار مساحت دارد که در سه نقطه از استان قرار گرفته است. مزایای بهره‌مندی از این طرح فقط شامل سه نقطه محدود در بندر امیرآباد با ۱۰۶۰ هکتار مساحت، منطقه ساحلی چپکرود جویبار تا می‌رود بابلسر با ۴۶۱ هکتار مساحت و محوطه بندر نوشهر با ۸۵ هکتار مساحت می‌شود و ارتباطی به مناطق خارج از این محدوده‌های بندری ندارد.